# 武汉证券
武汉证券有限责任公司，于1988年3月5日经中国人民银行总行批准正式开业，成为全国第一批专业性证券公司。成立当天就发行了武汉市首家企业股票“武汉商场股份有限公司股票”。截止2000年底公司先后为湖北省168家企业代理发行债务，是财政部和证监会首批批准的十家国债一级自营商之一，并在当时积极参与推进湖北省企业的股份制改造。到1998年底，武汉证券共代理省内近90家企业发行股票30亿元。1988年，武汉证券代理发行全国第一家异地企业债券；1990年，在全国率先推出国库券寄存单业务，并发行累进利率债券；1992年成功推荐“鄂武商”在深交所挂牌，使之成为全国大型商场第一家上市公司。1991年10月4日，武汉证券开办“武汉证券投资基金”业务，首开中国证券投资基金业务之先河。1992年11月，武汉证券率先在武汉地区开通上海、深圳证券交易所股票行情，代理武汉投资者买卖股票业务，使武汉成为全国范围内较早开通异地证券交易的少数城市之一。随后，武汉证券又率先在武汉地区采用电脑直接输单、电话委托、开通与深圳证券交易所之间的卫星双向站、同城通兑等先进技术，其中同城通兑业务属国内首创。除此之外武汉证券还是全国首家开办金融资讯台的券商。2001年4月，武汉证券由原来的2.033亿元增资扩股至10.14亿元，并于10月9日获证监会核准，且合并武汉国际信托投资公司所属9家证券营业部，并被准许在两年过渡期内的业务范围比照综合类证券公司执行。

## 违规和亏空
2000年，武汉证券“做庄”武汉中商（000785），造成实际亏损8000万元，另有账面的浮亏约1.2亿元。2001年，武汉证券上海营业部总经理肖雄文、丁祥频因违规拆借资金给客户炒股被逮捕，武汉证券蒙受了2亿多元的损失。
武汉市政府对武汉市证券、信托类机构进行资产和机构重组的基础上成立的武汉市地方金融机构国资控股集团武汉正信国有资产经营有限公司于2000年成立。2001年，武汉正信、武汉国际信托投资公司、上海唯亚实业投资有限公司、深圳国贝投资发展有限公司、炎黄文化和松辽汽车等共同出资，对武汉证券进行增资扩股。然而，公司股东并没有将8个多亿的资金实际投入，武汉证券还在2001年7月至2002年8月间先后为上海唯亚提供信用担保等方式贷款总额达8.9亿元。上海唯亚老板魏武还以武汉证券某营业部为平台大肆坐庄，同时擅自出售中房股份（*ST中房，上交所：600890）9750万元的国债投资等用以贴补上海唯亚坐庄中房股份和0213国债失败的窟窿。截至2002年8月底，武汉证券挪用客户资金已达10.3亿元。在武汉证券增资扩股时，上海唯亚和深圳国贝虚假出资4.78亿元，致使武汉证券几年来为此额外支付的利息成本高达7000万元左右。同时，上海唯亚利用武汉证券席位进行国债回购，直接给武汉证券造成超过3亿元的损失。此外，武汉证券还有已遭挪用的客户保证金3-4亿元未归还，武汉证券早年拆借的资金因借款单位已经破产而造成的损失也在数亿元。从虚假出资到挪用客户保证金，从做庄炒股到国债回购拆借资金，武汉证券涵盖了券商当时可能存在的所有违规行为。
2003年10月，方正集团以4亿元代价整体收购武汉正信，间接收购了其下属的武汉证券、武汉国投及正信房地产等公司，并将武汉正信由国有企业变更为有限责任公司，其股权结构为方正集团控股70％，方正产业控股集团有限公司持有其余30％股权。方正集团共以39.42％的股权比例控股武汉证券，并对其寄予厚望，视为打造“跨长江流域的金融控股体系”的核心支柱。但方正与武汉市财政局签订的托管协议同时约定，若三年内武汉证券转亏为盈，北大方正将继续做其大股东；如果不能，北大方正将要求武汉市财政局退还其所有出资并退出武汉证券。
协议签订后，方正集团共向武汉正信及其下属企业委派了10个人参与管理。其中，武汉正信的总裁由方正集团执行总裁李友担任，副总裁和财务总监也由方正委派。而武汉证券则委派了一名总裁助理。武汉市政府还希望北大方正能再拿出7.6亿元资金，替武汉证券偿还所欠中国电力财务公司债务。2003年底，武汉市政府指定武汉一家当地的会计师事务所对武汉正信的资产进行评估，但由于水分太多方正集团对评估结果断然不予承认。随后方正对武汉正信及其下属公司和资产进行了初步的评估，发现武汉证券至少存在20余亿亏空，与其他公司的亏损合计已超30亿元。
2004年上半年武汉证券开始大幅裁员，武汉市区的25个营业部每家员工均不足20人且每月仅发放1000元左右的工资，没有任何福利和奖金。同时，湖北省证监局再次进入武汉证券稽查，但未公布结果。5月，武汉证券原总裁卸任，方正集团委派的陈勇正式上任，武汉国投的原总裁班子解散。6月，证监会正式立案。12月25日，时任武汉市政府办公厅副秘书长、前武汉国投副董事长于兴国率领清资核产人员和湖北证监局相关人员联合组成风险化解小组正式进驻武汉证券，开展为期半年的清资核产工作，方正作为第三方参与其中，以决定是否托管武汉证券。公司业务范围由承销、自营、经纪收缩成了单一证券经纪业务，其他业务均被暂停。最终，武汉证券合计背负债款超过40亿元，已严重资不抵债。其中亏欠中国电力财务公司7.6亿元，欠某银行15亿元，国债回购欠库近20亿元。
2005年8月，证监会指派广发证券托管武汉证券。
2006年5月，广发证券以2500万收购全部经纪类证券资产，原武汉证券的25家营业部被关闭或合并处置。

## 破产和处罚
2005年8月12日，中国证券监督管理委员会查明，截至2003年12月31日，武汉证券挪用客户交易结算资金5.72亿元，2001年11月至2002年9月超范围经营开展受托理财4.76亿元。由于武汉证券挪用客户交易结算资金数额巨大，情节恶劣，违反多条《证券法》法规，不再具备继续经营的条件，取消武汉证券的证券业务许可，并责令关闭。
2006年6月12日，由于在2001年增资扩股材料中弄虚作假、隐瞒重要事实；超出业务许可范围经营证券业务；挪用客户交易结算资金，证监会对原武汉证券董事长、董事、总裁及副总裁、营业部经理等共6名高管分别实施永久性和5-10年市场禁入，并吊销原武汉证券董事长李永宽等四人的证券从业资格证书。
2006年9月，武汉证券有限责任公司及其原董事长李永宽等4名高管因涉嫌非法吸收公众存款6.9亿余元在武汉市中级人民法院受审。2007年3月，武汉证券被武汉市中级人民法院一审以非法吸收公众存款罪判处罚金100万元。该公司原董事长、法定代表人李永宽同时被判处有期徒刑一年零六个月，并处罚金4万元，另三名高管均被判处缓刑，并处罚金共8万元。因4名被告人有自首情节且当庭表示认罪，对吸收存款的金额供认不讳，最终被从轻处罚。
2008年1月8日，湖北省武汉市中级人民法院根据武汉证券有限责任公司清算组的申请，裁定受理了武汉证券有限责任公司破产清算一案，并同时指定了武汉证券破产财产管理人。各项证券风险处置工作顺利完成。

## 武汉江大女足
2001年4月11日，江汉大学联合武汉证券和武汉市足协出资成立了武汉江大女子足球俱乐部，俱乐部球队冠名为武汉证券队，并代表湖北省队参加九运会比赛，是当时唯一一支由高校创办且具有联赛资格的大学生女足球队。球队随后于武汉证券破产后重组，现改组为武汉车谷江大女足，于2020年荣获全国冠军，并成为中国女足国脚主要输送地。